# وزارة العدل (الصومال)
وزارة العدل والدستور (بالصومالية: Wasaaradda Cadaaladda iyo Dastuurka) هي الوزارة المسؤولة عن السلطة القضائية وشؤون الدستور في الصومال، تتمثل مسؤولية الوزارة في تعزيز الديمقراطية والحكم الرشيد وحقوق الإنسان من خلال تطوير السياسات والبرامج التي تعزز التمتع بالحقوق الاجتماعية والاقتصادية والسياسية.

## خلفية تاريخية
تأسست وزارة العدل الصومالية عام 1956 في ظل الوصاية الإيطالية بهدف تحقيق نظام حكم ديمقراطي مستدام يعمل ضمن بيئة قانونية محددة بوضوح ويمكن التنبؤ بها.

## قائمة الوزراء (بعد الاستقلال 1960)
- الشيخ محمود محمد فارح [3] (1959-1961)
- عبد الرحمن حاجي مؤمن [4][5] (1961-1966)
- الشيخ عبد الغني شيخ أحمد [6][7] (1970–1973)
- عبد السلام شيخ حسين [8] (1973-1978)
- أحمد شري محمود [9] (1978-1984) [وزير العدل والدين].
- الشيخ حسن عبد الله فارح [10][11] (1984-1988)
- محمود سعيد محمد [12] (1988-1990)
- عبد الله أوسوبلي سعيد [13] (1990)
- حسين شيخ عبد الرحمن "متان" [14] (1991)
- مؤمن عمر [14] (1991) *
- محمود عمر فارح [15] (2000-2003)
- علي مودي ماحي [16] (2004-2005)
- الشيخ آدم محمد نور مدوبي [17] (2005-2007)
- حسن طيمبل ورسمه [18][19] (2007-2008)
- عبد الرحمن محمود فارح جنقو [20] (2009-2010)
- سالم عليو إبرو[21] (2014 - 2015)
- فارح شيخ عبد القادر محمد (2015) [وزير العدل والشؤون الدستورية في الصومال]
- أحمد حسن جبوبي (2015)
- عبد الله أحمد جامع [22] (2015-2017)
- حسن حسين حاجي [23][24] (2017-2020)
- عبد القادر محمد نور [25] (2020-2021)
- حسن حسين حاجي [23][24] (2021-2022)
- حسن معلم محمود [26] (2022 - الآن)

* لم يكن في الصومال حكومة معترف بها دوليا من أواخر عام 1991 إلى أوائل عام 2000.